# Ahouannonzoun
Ahouannonzoun ist ein Arrondissement im Departement Atlantique in Benin. Es ist eine Verwaltungseinheit, die der Gerichtsbarkeit der Kommune Allada untersteht.

## Demografie und Verwaltung
Gemäß der Volkszählung von 2013 hatte Ahouannonzoun 11960 Einwohner, davon waren 5799 männlich und 6161 weiblich.
Das Arrondissement setzt sich aus acht Dörfern zusammen:
1. Ahito
2. Bawekanmey
3. Dahsramey
4. Hanafin
5. Hessa
6. Hêtin
7. Loto-Dénou
8. Zoungbodji